# Paleolingüística
La paleolingüística es una subdisciplina de la lingüística histórica que estudia los parentescos filogenéticos entre las familias lingüísticas desde el origen mismo del lenguaje hasta la aparición de los sistemas de escritura, es decir, toda la prehistoria.

## Introducción
Los paleolingüistas investigan los parentescos que existirían entre las diferentes familias de lenguas y proponen macrofamilias (grupos de familias lingüísticas emparentadas).
Para algunos destacados paleolingüistas como Greenberg o Ruhlen, la reconstrucción de la protolengua de cada macrofamilia es un aspecto secundario. Por ejemplo, algunos paleolingüistas han propuesto la macrofamilia nostrática, la cual incluiría a la familia indoeuropea, la afroasiática, la urálica, la altaica, la dravídica e incluso la kartveliana y a veces otras lenguas.
La paleolingüística trabaja en un campo altamente interdisciplinario que conecta conocimientos de la lingüística, la paleoantropología, la Arqueología y la Genética humana.[cita requerida] También está muy conectada con la evolución del lenguaje en tanto ambas disciplinas están interesadas en el origen y la evolución del lenguaje humano.[cita requerida]
Para muchos lingüistas históricos no hay un campo separado para la paleolingüística y las hipótesis de los paleolingüistas no son aceptadas generalmente por todos. Los paleolingüistas suelen trabajar con dos metodologías:
1. Algunos de ellos utilizan la metodología estándar de la lingüística histórica (el método comparativo). Un buen ejemplo es la Escuela de Moscú de nostraticistas, fundada por Vladislav Illich-Svitych e integrada por Aharon Dolgopolsky, Sergéi Stárostin y Vitaly Shevoroshkin, entre otros, quienes defienden la existencia de la macrofamilia nostrática. Los autores de esta escuela han propuesto correspondencias fonológicas regulares, han señalado similitudes morfológicas y han reconstruido parcialmente algunas protolenguas, de acuerdo, a la metodología aceptada por la lingüística histórica tradicional.
2. Otras hipótesis son polémicas porque los métodos usados para apoyarlas son considerados "inválidos" por algunos lingüistas históricos. En esta categoría están las propuestas basadas en la "comparación léxica masiva", una técnica en la cual los parentescos son establecidos a partir de sets de palabras, "etimologías", en los cuales los parentescos son determinados por el parecido en el sonido y el significado, sin establecer correspondencias fonológicas ni llevar a cabo una reconstrucción. Ejemplos de esto son los trabajos de los lingüistas de la Escuela Americana, Joseph Greenberg y Merritt Ruhlen, ambos de la Universidad de Stanford.

El método de comparación léxica masiva es, a veces, observado como inválido para distinguir las similitudes casuales de aquellas que son consecuencia de una conexión histórica e inválido para distinguir las similitudes que se deben a un ancestro común de aquellas que se deben al contacto lingüístico. Sin embargo, cada vez hay más lingüistas investigando en Paleolingüística (lingüística prehistórica), así como en los orígenes y evolución del lenguaje.[cita requerida]

## Orígenes e historia
El último cuarto del siglo XIX vio a varios lingüistas realizando propuestas que vinculaban las lenguas indoeuropeas a otras familias de lenguas, como las lenguas urálicas y las lenguas altaicas.
Estas propuestas fueron más lejos en 1903, cuando Holger Pedersen, un lingüista danés, propuso el "Nostrático", un ancestro común de la familia indoeuropea, afroasiática, urálica, altaica, entre otras.
Un defensor temprano de esta hipótesis fue el lingüista francés Albert Cuny, quien publicó 'Recherches sur le vocalisme, le consonantisme et la formation des racines en « nostratique », ancêtre de l'indo-européen et du chamito-sémitique ('Investigación sobre el vocalismo, consonantismo y formación de raíces en "Nostrático", ancestro común del Indoeuropeo y el Camito-Semítico) en 1943.  
Mientras la hipótesis de Pedersen no tuvo mucho éxito en Occidente, se hizo muy popular en la entonces Unión Soviética. Trabajando independientemente al principio, Vladislav Illich-Svitych y Aharon Dolgopolsky elaboraron la primera versión de la forma contemporánea de la hipótesis nostrática en los años 1960. Ellos expandieron esta macrofamilia incluyendo nuevas familias lingüísticas. Illich-Svitych también preparó el primer diccionario de la hipotética protolengua nostrática.
La hipótesis nostrática es muy similar a la hipótesis euroasiática formulada por Greenberg y Ruhlen, con la única diferencia de que esta última excluye la familia afroasiática. De hecho, algunos lingüistas como Starotsin han trabajado por unificar ambas propuestas. De tal manera que diversos partidarios de la hipótesis nostrática consideran que las lenguas euroasiáticas constituyen una rama propiamente dicha de la macrofamilia nostrática.

## Paleolingüistas
Algunos de los paleolingüistas más conocidos son: 
Alexandra Y. Aikhenvald, N.D. Andrejev, M.S. Andronov, John Bengtson, Knut Bergsland, Derek Bickerton, Václav Blažek, Allan R. Bomhard, René Bonnerjea, Karl Bouda, Linus Brunner, Robert Caldwell, Matthias Castrén, Vyacheslav Chirikba, Björn Collinder, Bojan Čop, Albert Cuny, Igor Diakonov, Aharon Dolgopolsky, Vladimir Dybo, Heinz Fähnrich, Harold Fleming, Michael Fortescue, Joseph Greenberg, Panu Hakola, Irén Hegedűs, Eugene Helimski, Carleton T. Hodge, Otto Jespersen, D.H. Koppelmann, G. Kornilov, Frederik Kortlandt, Kalevi E. Koskinen, Saul Levin, Samuel E. Martin, Karl-Heinrich Menges, Roy Andrew Miller, Hermann Möller, Michel Morvan, Oleg Mudrak, Sergei L. Nikolayev, Shamil Nafiqoff, Paul Newman, Susumu Ōno, Mikolas Palmaitis, James Patrie, Holger Pedersen, Alexis Manaster Ramer, G.J. Ramstedt, Rasmus Rask, Merritt Ruhlen, Edward Sapir, Jochem Schindler, Wilhelm Schmidt, Robert Shafer, Vitaly Shevoroshkin, Georgiy Starostin, Sergéi Stárostin, Morris Swadesh, Henry Sweet, V.A. Terenťjev, Vilhelm Thomsen, Vladimir N. Toporov, Alfredo Trombetti, V.L. Tsymburskij, Stephen A. Tyler, Ants-Michael Uesson, C.C. Uhlenbeck, and Michael Witzel.

## Paleolingüística de los continentes
El conocimiento logrado de las lenguas del mundo, iniciado en el siglo XIX y completado en el siglo XX, ha permitido reducir las algo más de 6 000 lenguas conocidas a unos pocos centenares de unidades filogenéticas o familias lingüísticas formadas por lenguas derivadas de una protolengua claramente reconstruible. Por encima de este nivel se han propuesto un número aún más reducido de unidades filogenéticas, probablemente válidas para las que no resulta posible o es difícil reconstruir la lengua originaria. Estas otras unidades se califican a menudo como macrofamilias, para las cuales se han hecho listas limitadas de cognados sin que sea posible reconstruir o asegurar qué características posibles tuvo la posible protolengua de la que derivan dichos grupos de lenguas.

### Las lenguas de África
Las lenguas africanas, de origen no europeo, suelen dividirse en 4 familias: afroasiáticas, nilo-sahararianas, congo-nigerianas y khoisan. Además hay también muchas lenguas sin clasificar.
- Lenguas afroasiáticas. Formalmente conocidas como lenguas camito-semíticas, las lenguas afroasiáticas son habladas en muchos países (África del norte, Este de África y Suroeste de Asia).La familia de lenguas afroasiáticas comprende aproximadamente 240 lenguas habladas por 285 millones de personas. Las principales familias afroasiáticas son las familias semítica, cushítica, bereber y chadica. La lengua semítica es la única rama afroasiática de origen no africano. La egipcia, semítica y bereber son ramas predominantemente habladas (aunque no exclusivamente) por personas de origen caucásico; la cusihítica, omótica y cadica cuentan con un gran número de hablantes e incluyen el árabe (semítico), el oromo, el (cushítico) y el hausa (chadico). De todas las familias de lenguas vivas del mundo, la afroasiática es la que tiene la más larga historia escrita, tanto por lo que se refiere al egipcio antiguo como al akkadian. Para los lingüistas de la Escuela de Moscú, la familia afroasiática es ubicada dentro de la macrofamilia nostrática.
- Lenguas nilo-saharianas. Las lenguas nilo-saharianas son un grupo de lenguas principalmente habladas en Sudán, Etiopía, Uganda, Kenia y el norte de Tanzania. La familia consta de más de 100 lenguas habladas por 30 millones de personas. Las lenguas nilo-saharianas mejor conocidas son la turkana (Kenia), la maasai (Kenia y Tanzania), la kanuri (Nigeria) y la songhay (Mali). Muchas lenguas nilo-saharianas son tonales.

La familia nilo-sahariana es extremadamente diversa y bastante controvertida. Las lenguas kadu fueron a menudo agrupadas con las kordofanianas, pero hoy en día se considera que forman parte de la familia nilo-sahariana. Las lenguas nilóticas se han expandido en los últimos siglos con los pueblos de ascendencia nilótica. Son una familia de lenguas de gran expansión geográfica y que cuentan con un gran número de hablantes.
- Lenguas congo-nigerianas. Las lenguas congo-nigerianas o Níger-Congo son probablemente la macrofamilia de lenguas con mayor número de lenguas del planeta. Algunas de las lenguas africanas con mayor número de hablantes pertenecen a esta familia. El grupo se caracteriza por el uso de un sistema de clases de sustantivos.

Joseph H. Greenberg fue el primero en identificar los límites de esta macrofamilia, que llamó "nigero-cordofana". En su libro "Languages of Africa" de 1963 divide la familia en dos ramas: la kordofana y la Níger-Congo propiamente dicha. La mayoría de estas lenguas son tonales. La familia bantú comprende muchas lenguas de la familia congo-nigeriana A y B (bantú). La unión de la familia kordofaniano-nigeriano con la congo-nigeriana y con la lengua kordofaniana de la zona central del sur del Sudán fue propuesta en 1950 por Joseph Greenberg. Hoy es común para los lingüistas usar el término "congo-nigerianas" para referirse a la familia completa, incluyendo como subfamilia a la kordofaniana. Una razón para esto es que no parece claro que el kordofaniano haya sido la primera rama que se separó del resto de las congo-nigerianas. La lengua mandé fue considerada también como muy diferente. La existencia del grupo congo-nigeriano es generalmente aceptada por los lingüistas, aunque algunos cuestionan la inclusión del kordofaniano y del mandé.
- Lenguas Khoi-san. Las lenguas khoi-san, unas 50, habladas por unas 120,000 personas, se encuentran principalmente en Namibia, Botsuana y Angola. También se consideran khoi-san las lenguas sandawe y hadza de Tanzania. Muchos lingüistas consideran que la existencia de la rama khoi-san es una hipótesis que no ha sido probada.

Una característica peculiar -y única- de las lenguas khoi-san es su uso de consonantes suaves. Algunas lenguas vecinas como la bentu (principalmente la variante xhosa y también el grupo zulú) han tomado algunos fonemas de las lenguas khoi-san como, por ejemplo, de la lengua cushítica y de la dahalo. Todas las lenguas khoi-san son tonales.

### Las lenguas de América
La idea de que las lenguas indígenas de América estarían formadan por solo tres familias lingüísticas: esquimo-aleutinas, na-dené y amerindias, es una polémica propuesta debida a Joseph Greenberg y ha sido muy controvertida; en especial, en lo que se refiere a la fundamentación de la familia amerindia. Esta clasificación es relativamente reciente y fue publicada en el polémico libro Languages in the Americas (1987). La mayoría de los americanistas rechazan la idea de que pueda demostrarse un parentesco seguro entre todas las lenguas amerindias, debido a que no parece ser reconstruible un idioma protoamerinidio, además de que dichas lenguas difieren entre sí enormemente en sus características fonológicas, morfológicas y gramaticales, siendo dudoso que tal diversidad permita asegurar que dichas lenguas constituyen una familia filogenéticamente válida, en el mismo sentido que las lenguas indoeuropeas constituyen una familia lingüística.
Una de las principales fuentes de crítica a la hipótesis de Greenberg es que no se basa en los métodos universalemente aceptados para probar el parentesco como la reconstrucción lingüística, sino en métodos menos exigentes como la comparación léxica masiva. Sin embargo, las otras dos agrupaciones que Greenberg toma de otros autores, las lenguas na-dené y las lenguas esquimo-aleutianas, son familias lingüísticas bien establecidas y nadie discute que efectivamente constituyen agrupaciones filogenéticas válidas.

### Las lenguas de Eurasia
Desde el punto de vista lingüístico las lenguas de Europa están también presentes en Asia. Por esta razón desde el punto de vista lingüístico resulta más natural examinar la distribución de grupos lingüísticos en Eurasia en su conjunto. En Eurasia tienen origen las dos principales familias lingüísticas del mundo: las lenguas indoeuropeas y las lenguas sino-tibetanas. Además de estas lenguas existe un importante número de familias y lenguas importantes con muchos hablantes que no parecen cercanamente relacionadas con las dos anteriores. El número de familias bien establecidas, como sucede con América, Australia o Nueva Guinea, es del orden de decenas y el panorama es complejo. De todas maneras se ha conjeturado la existencia de superfamilias tentativas que agruparían a muchas de las anteriores familias en grupos de familias distantemente relacionadas. Si bien existe un acuerdo prácticamente total en el número de familias bien establecidas, existen dudas y problemas abiertos en el número de macrofamilias correcto y de qué familias forman parte de cada macrofamilia. Entre las múltiples propuestas existentes está la siguiente:
- Macrofamilia euroasiática, que englobaría hipotéticamente a las lenguas indoeuropeas, las lenguas urálicas y las lenguas altaicas, a partir de propuestas originales de Holger Pedersen reelaboradas por Joseph Greenberg, V. M. Illič-Svityč y A. Dolgopolsky y A. Bomhard. Este núcleo euroasiático fue ampliado conjeturándose relaciones distantes con la familia dravídica, las lenguas paleosiberanas, las lenguas afroasiáticas e incluso las lenguas kartvelianas. Naturalmente existen muchas dudas sobre la validez de estas macroagrupaciones, tanto más profundas cuanto mayor es la diversidad de familias incluidas y mayor la profundidad temporal de diversificación que debe conjeturarse para las macrofamilias.
- Macrofamilia sino-áustrica, que sugiere que las lenguas sino-tibetanas podrían incluirse junto con la macrofamilia áustrica en una hipotética macrofamilia mayor. A su vez autores como Sergéi Stárostin, que se basa en conjeturas anteriores de Trombetti, Bouda y Sapir, han ampliado la macrofamilia sino-áustrica hasta incluir una supuesta macrofamilia dené-caucásica que incluye no sólo a la hipotética macrofamilia sino-áustrica, sino también a las lenguas caucásicas septentrionales, las lenguas yeniseas y las lenguas na-dené de América del Norte y algunas lenguas aisladas como el euskera y el burushaski. Naturalmente las hipótesis más acaparadoras despiertan serias dudas entre los lingüistas más rigurosos y que son especialistas que han trabajado en mayor detalle algunos de los grupos menores.

### Las lenguas de Oceanía
El panorama lingüístico en Oceanía es relativamente simple a pesar de que dicho continente podría contener cerca de 1/3 de las lenguas conocidas del mundo y a pesar de la escasa población existente antes de la llegada de los europeos. En dicho continente hay tres grandes grupos de lenguas:
- Lenguas australianas, que en realidad no forman una única familia lingüística comprobable, sino algunas decenas de ellas. Aunque en última instancia existen rasgos de área muy difundidos entre las lenguas australianas, que por otra parte no muestran parentescos claros con lenguas de fuera de Australia y las islas cercanas. Otras evidencias arqueológicas y genéticas sugieren que la población australiana podría estar emparentada lingüísticamente en última instancia, por lo que suele conjeturarse que las lenguas australianas podrían formar una macrofamilia.
- Lenguas papúes, similarmente al caso anterior, las lenguas papúes no forman una única familia lingüística, sino decenas de ellas, existiendo un buen número de lenguas aisladas y pequeñas familias entre ellas. Las lenguas papúes se han agrupado en unas cinco macrofamilias provisionales, cuya validez se asume pero necesita mayor investigación para ser confirmada.
- Lenguas malayo-polinesias, que constituyen la rama más importante de las lenguas austronesias. En la colonización de las islas de Oceanía por parte de los polinesios es posible que estos entraran en contacto con pueblos melanesios que hablaran lenguas emparentadas con las familias papúes, aunque se supone en general que los polinesios constituyen la primera población de muchas de las islas del Pacífico que previamente no habrían sido pobladas por ninguna otra población.